# Anna Lidström
Anna Lovisa Lidström, född 11 februari 1880 i Arvidsjaurs församling, var en svensk barnmorska och rösträttsaktivist. 
Hon var verksam i kampanjen för införandet av kvinnlig rösträtt i Sverige. Hon var styrelseledamot i Landsföreningen för kvinnans politiska rösträtt och ordförande för Föreningen för kvinnans politiska rösträtt i Arvidsjaur 1908–1912. 